# Лінкольн (округ, Канзас)
Шаблон:StateAbbr_ 39°03′ пн. ш. 98°12′ зх. д. / 39.05° пн. ш. 98.2° зх. д.
Округ Лінкольн (англ. Lincoln County) — округ (графство) у штаті Канзас, США. Ідентифікатор округу 20105.

## Історія
Округ утворений 1867 року.

## Демографія
За даними перепису 
2000 року 
загальне населення округу становило 3578 осіб, усе сільське.
Серед мешканців округу чоловіків було 1754, а жінок — 1824. В окрузі було 1529 домогосподарств, 1040 родин, які мешкали в 1853 будинках.
Середній розмір родини становив 2,81.
Віковий розподіл населення поданий у таблиці:
| Стать    | До 15 років | 15-21 | 22-29 | 30-39 | 40-49 | 50-65 | 65-85 | Понад 85 |
| -------- | ----------- | ----- | ----- | ----- | ----- | ----- | ----- | -------- |
| Чоловіки | 343         | 151   | 113   | 184   | 303   | 296   | 323   | 41       |
| Жінки    | 317         | 137   | 109   | 208   | 291   | 284   | 365   | 113      |

## Суміжні округи
- Мітчелл — північ
- Оттава — схід
- Салін — південний схід
- Еллсворт — південь
- Расселл — захід
- Осборн — північний захід

## Виноски
1. ↑  U.S. Decennial Census. United States Census Bureau. Архів оригіналу за 19 липня 2018. Процитовано 26 липня 2014.
2. ↑  Historical Census Browser. University of Virginia Library. Архів оригіналу за 11 серпня 2012. Процитовано 26 липня 2014.
3. ↑  Population of Counties by Decennial Census: 1900 to 1990. United States Census Bureau. Архів оригіналу за 5 червня 2019. Процитовано 26 липня 2014.
4. ↑  Census 2000 PHC-T-4. Ranking Tables for Counties: 1990 and 2000 (PDF). United States Census Bureau. Архів оригіналу (PDF) за 18 грудня 2014. Процитовано 26 липня 2014.
5. ↑  State & County QuickFacts. United States Census Bureau. Архів оригіналу за 6 серпня 2011. Процитовано 26 липня 2014.(англ.) Наведено за англійською вікіпедією.
6. ↑  American FactFinder. Бюро перепису населення США. Архів оригіналу за 26 лютого 2012. Процитовано 31 січня 2008.

| США | Це незавершена стаття з географії США. Ви можете допомогти проєкту, виправивши або дописавши її. |